# Коллегия адвокатов (Азербайджан)
Коллегия адвокатов Азербайджанской Республики — неправительственная, независимая, самоуправляемая организация, в состав которой входят все адвокаты Азербайджанской Республики.

## История
28 декабря 1999 г. был принят Закон Азербайджанской Республики «Об адвокатах и адвокатской деятельности», в рамках которого создана Коллегия адвокатов Азербайджанской Республики. Она является преемницей Коллегии адвокатов, действовавшей на основании Положения об адвокатуре Азербайджанской ССР, утвержденного Законом Азербайджанской ССР от 13 ноября 1980 г.

## Деятельность
Основной задачей Коллегии адвокатов Азербайджанской Республики является защита прав и свобод каждого человека, его охраняемых законом интересов, обеспечение оказания ему профессиональной, качественной и честной юридической помощи, а также повышение авторитета адвокатуры. Организация и деятельность Коллегии адвокатов определяются Законом Азербайджанской Республики «Об адвокатах и адвокатуре» и принятым в соответствии с ним Уставом Коллегии адвокатов.
На конференции членов Коллегии адвокатов Азербайджана 7 декабря 2017 г. был определен новый состав Президиума и дисциплинарной комиссии. Начались масштабные реформы в сфере адвокатуры Азербайджана.
Коллегия адвокатов обеспечивает строгое соблюдение адвокатами в своей деятельности законности, принципов правосудия и высоких профессиональных стандартов, осуществляет меры по стимулированию деятельности адвокатов в регионах, организовывает оказание бесплатных правовых услуг малообеспеченным лицам, нуждающимся в юридической консультации.

### Международное сотрудничество
Коллегия адвокатов Азербайджана сотрудничает с международными организациями – в частности, Международной организацией миграции, Комиссариатом ООН по правам человека и Комиссариатом по правам ребенка, Европейской ассоциацией коллегии адвокатов, Международной комиссией юристов, Германским обществом международного сотрудничества и др. В октябре 2021 г. Коллегия адвокатов Азербайджанской Республики стала членом LAWASIA – международной организации, куда входят коллегии адвокатов, юристы, судьи и ученые.
Коллегия адвокатов Азербайджана внедрила опыт адвокатуры Турецкой Республики. Определенный процент от каждого заключенного адвокатом соглашения на оказание юридической помощи поступает на отдельный счет Коллегии адвокатов. Это позволяет решать проблемы, связанные с улучшением условий работы адвокатов в регионах. Таким образом достигается финансовая независимость адвокатуры.

## Президиум Коллегии адвокатов
Управление осуществляет организационную работу по подготовке заседаний Президиума Коллегии адвокатов, квалификационной комиссии адвокатуры и Дисциплинарной комиссии адвокатуры, оформляет протоколы, реализует принятые решения, рассматривает соответствующие обращения граждан, а также выполняет иную работу, относящуюся к его полномочиям.
В соответствии с Законом Азербайджанской Республики «Об адвокатах и адвокатской деятельности» лица, желающие стать членом Коллегии адвокатов и отвечающие требованиям, определенным законодательством, могут обратиться в президиум с соответствующими документами.

## Адвокатская деятельность в Азербайджане
Экзамены для приема в адвокатуру проводятся не менее двух раз в год. Претенденты должны иметь высшее юридическое образование и трехлетний стаж по юридической специальности. Чтобы попасть в профессию, требуется пройти строгий отбор. Лица, успешно сдавшие экзамен, проходят обязательные подготовительные курсы, после чего приносят присягу.
Претенденты, ранее имевшие статус судьи или адвоката (за исключением адвокатов, статус которых прекращен по дисциплинарным основаниям), не сдают экзамены. С ними проводится только собеседование. Доктора юридических наук, а также лица, имевшие статус судьи Конституционного суда Азербайджана или председателя суда апелляционной либо кассационной инстанции, могут получить адвокатский статус без сдачи экзамена.
Коллегия адвокатов организует не только мероприятия по оказанию бесплатной юридической помощи, но и посещения мест лишения свободы, где также предоставляется бесплатная юридическая помощь осужденным.
Согласно Указу президента Азербайджана Ильхама Алиева от 25 декабря 2019 г. 28 декабря отмечается профессиональный праздник – День адвоката.